# 1934年阿斯图里亚斯矿工罢工

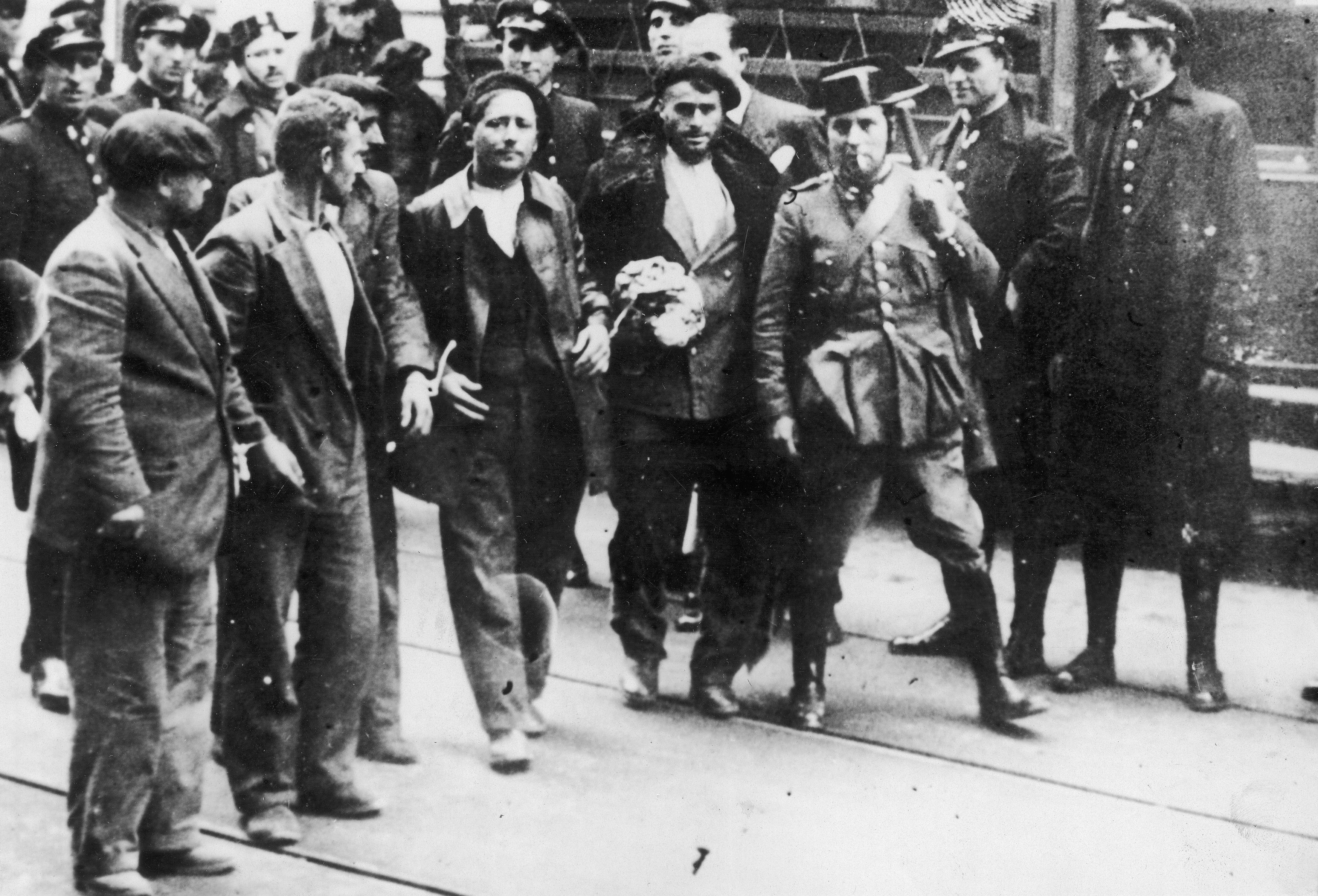
阿斯图里亚斯起义期间，被安全和突击队与西班牙国民警卫队逮捕的罢工工人

1934年阿斯图里亚斯矿工罢工是1934年10月5日—19日阿斯图里亚斯矿工发动的大规模罢工，抗议新上台的由西班牙自治权利联盟领导的极右翼政府。罢工和随后的示威活动最终演变成一场试图推翻保守派政权的暴力革命。以矿工为主的起义者拿起武器袭击和占领了40多个民防军兵营，解除了民防兵的武装；在一些城镇，起义者还宣布建立社会主义共和国（又称阿斯图里亚斯公社）。起义者用武力夺取阿斯图里亚斯的控制权，杀死该地区许多警察和宗教领袖，并摧毁教堂和修道院等宗教建筑物。起义者正式宣布举行无产阶级革命，并在该地区建立一个地方政府。这场起义被西班牙海军和西班牙共和军镇压，后者主要是来自西属摩洛哥的殖民地部队。